# こんな娘がいたら僕はもう…!!
『こんな娘がいたら僕はもう…!!』（こんなこがいたらぼくはもう）は、2006年9月29日にAKABEiSOFT2より発売されたアダルトゲーム。略称は『こんぼく』。

## ストーリー
ある日、主人公・黒澤透は野良犬に絡まれている、人の言葉を喋る猫を助ける。その猫はこの町の守り神だと名乗り自分の力が弱まっており、力を回復させるために愛情が必要だと告げ、透に協力を求める。その日から透は、本来ならば仲良くなるはずのない少女たちと心を通わせていくことになる。

## 登場人物
黒澤 透（くろさわ とおる）
主人公。1年前に起こした事件以来、ある事ない事噂され学園の中では浮いている存在。実家を出て現在一人暮らし中。「黒澤」は旧姓であり、本姓を名乗らないことには理由がある。
三瀬 綾菜（みつせ あやな）
声：安玖深音
10月11日生まれ。同じクラスにいる主人公の幼馴染。少し天然。主人公の事を一途に思っている。子供の時には今と対照的な性格をしていて、その時に主人公とした約束を今でも忘れずに心に秘めている。間延びした口調をしており、そのため真帆からは「1ぽけ」などと呼ばれる。主人公のことを「透くん」と呼ぶ。
小松 あすか（こまつ あすか）
声：夏野こおり
2月6日生まれ。1年生。なにかあるたびに喋っている。主人公と同じクラスに兄がいるが、本人は兄のことを嫌っている。人との付き合いがとても苦手で人前に出る事が全くできない強度の恥ずかしがり屋。趣味はアニメを見る事で、好きな事は漫画を書くこと。部活は漫画同好会（部員数3人）に在籍し、部長を勤める。部員には友人のケイ、チコがいる。アニメ漫画『カズオの大冒険』を激愛している。主人公の事は「先輩」と呼ぶ。
神無月 真帆（かんなづき まほ）
声：金田まひる
12月23日生まれ。関西から来た悪魔の転校生。転校前日にススムの力によって主人公と出会う。野球が好きでマネージャーとして野球部に入部する。性格とは反対に料理が得意。いつも強気な態度を取っているが、その分負けず嫌いでとても強情。人に弱さを見せるのがとても嫌いで、悩み事も全部自分で抱えようとする。それを救ってくれた主人公に信頼以上の何かを持つようになる。主人公のことは「あんた」と呼ぶことが多い。
鈴原 志乃（すずはら しの）
声：柚木サチ
3月31日生まれ。主人公が一人暮らしをするアパートの隣に住んでいる少女。里見ヶ丘学園に入学したいと思っているが、成績がいまひとつの状態。最初は主人公の悪い噂の事で主人公を恐れて避けていたが、ススムの力により交流を持つようになる。料理がとても上手く、主人公の部屋に来て料理をご馳走することもしばしば。交流を持ってからは主人公を信頼するようになる。控えめな性格ながらもしっかりした生活力を持っており、両親が仕事のため家に遅くに帰ってくるので、主人公と知り合う前はほとんど一人で生活していた。主人公の事は「透さん」と呼ぶ。
下柳 沙希（しもやなぎ さき）
声：北都南
6月3日生まれ。主人公の義姉（母親の再婚相手の連れ子）。主人公とは仲が良かったが、1年前に主人公が起こした事件以来避け続けている。本心は主人公の事を思っているが、強い正義感のため事件の真相を知ることなく思いを押し殺している。生徒会で副会長を務めており、生徒からの信頼は厚い。何でもできると思われているが、料理は苦手。生徒会会長との噂も生徒の間で騒がれている。友人には同じ生徒会の大音渚がいる。かわいいものが大好きでクマのマスコットキャラ「コロちゃん」が大好き。コロちゃんのことになると見境が無くなる。主人公の事は「透」と呼ぶ。
大音 渚（おおね なぎさ）
声：紫華すみれ
10月1日生まれ。主人公の隣のクラスで生徒会に入っている少女。主人公より歳が一つ上で本来ならば3年生だが、ある理由で留年している。主人公とは昔からの知り合いで付き合いは綾菜や沙希と同じくらい長い。事件に関しては主人公の事を信じる数少ない人物。主人公の事は「黒澤透」と呼ぶ。
小松 芳宏（こまつ よしひろ）
声：広野大地
主人公の悪友。クラスの女子が体育で使用したあとのプールの水を持ち帰って大事に保管したり、秘蔵画像が入った愛用のノートパソコンに「リリスたん」という名前を付けるなど変態行為を恥ずかしげもなく行っている。一つ年下の妹がおり、かなり溺愛しているが性格が災いして嫌われている。主人公とはいつも行動を共にし、主人公が起こした事件の詳細もすべて知っている。主人公の事は「透」と呼ぶ。
眞鍋 英司（まなべ えいじ）
声：伊藤涼
2年生。生徒会とは対になる優秀な生徒のみで構成された精鋭会の一人。常に規則正しく、精鋭会のメンバーからの信頼は厚い。主人公とは犬猿の仲でいつも口論になるが、最後には主人公に突っ込まれ墓穴を掘ってしまう。空手部に所属しておりかなりの腕前。主人公が事件を起こす前は主人公を認めていたが、事件後は主人公に失望に近いものを抱いており精鋭会として主人公を問題児扱いし続ける。主人公の事は「黒澤」と呼ぶ。
柿内 創造（かきうち そうぞう）
声：富士山一番
主人公の幼馴染の教師でクラスの担任。主人公の兄貴的存在であり「そうちゃん」と呼ばれている。現在24歳。
ススム
声：中澤アユム
野良犬に絡まれているところを主人公に助けられ、強引に同居することになった神様。猫のような姿をしている。頭に生えている葉っぱは命らしい。主食はキャットフード。「ススム」という名前は主人公がインスピが沸いて勝手に付けた名前であり、本名はアルフレッド・カンテーヌ・デ・フォンド。

## スタッフ
- 原画：有葉（あるふぁ）
- シナリオ：衣笠彰梧
- BGM：tiko-μ
- プログラム：SIN?
- ムービー：神月 社
- 主題歌：「Be_Natural」
  - ボーカル：NANA
  - 作詞：kanoko
  - 作曲：上松範康（Elements Garden）
  - 編曲：藤田淳平（Elements Garden）

## 書籍
ビジュアルガイドブック
- こんな娘がいたら僕はもう…!! ビジュアル・ガイドブック（JIVE FAN BOOK SERIES刊）

ジュブナイルポルノ
- こんな娘がいたら僕はもう…!! 大音渚の情熱（二次元ゲームノベルズ刊）
- こんな娘がいたら僕はもう…!! 小松あすかの情熱（二次元ゲームノベルズ刊）
- こんな娘がいたら僕はもう…!! 三瀬綾菜の情熱（二次元ゲームノベルズ刊）